# Usson (Puy-de-Dôme)
Usson település Franciaországban, Puy-de-Dôme megyében. Lakosainak száma 297 fő (2022. január 1.). Usson Saint-Jean-en-Val, Saint-Rémy-de-Chargnat, Sauxillanges és Varennes-sur-Usson községekkel határos.

## Népesség
A település népessége az elmúlt években az alábbi módon változott:
| Lakosok száma | 266  | 268  | 280  | 286  | 295  | 298  | 301  | 309  | 297  |
|               | 2013 | 2015 | 2016 | 2017 | 2018 | 2019 | 2020 | 2021 | 2022 |